# Госпожа горничная
«Госпожа горничная» (англ. Maid in Manhattan) — американская мелодрама режиссёра Уэйна Вана с Дженнифер Лопес и Рэйфом Файнсом в главных ролях.

## Сюжет
Мариса Вентура — мать-одиночка, которая живёт в Бронксе с сыном Тайем и работает горничной в фешенебельном отеле Бересфорд. Она мечтает о лучшей жизни и готовится стать менеджером отеля, но с ребёнком достичь этого достаточно сложно. Кристофер Маршалл, красивый, обаятельный наследник известной американской политической династии, приехал в Нью-Йорк на неделю для встречи с важными шишками из политического бомонда и останавливается в отеле, где работает Мариса.
Гостья отеля, глава аукционного дома Sotheby's Кэролайн Лейн просит служащую отеля вернуть купленную одежду в дорогой бутик. Мариса не торопится выполнить сказанное и примеряет модное пальто. В таком виде Крис, случайно зашедший в номер, принимает горничную за постоялицу. Он приглашает «Лейн» Марису и её сына на прогулку в парк. На следующий день он отправляет с менеджером записку в номер Кэролайн с предложением поужинать у него в номере. На ужин приходит настоящая Лейн. Крис вежливо даёт отказ и ищет продолжения отношений с горничной. 
Мариса и Крис находят друг друга и проводят вместе ночь. Наутро девушку застаёт выходящей из номера знаменитого постояльца настоящая Лейн и доносит руководству отеля. Марису со скандалом увольняют, влюблённые расстаются, но продолжают думать друг о друге. Спустя некоторое время Мариса устраивается в другой отель, где случайно проводит пресс-конференцию Крис. Они встречаются и после этого уже не расстаются.

## В ролях
| Актёр            | Роль              |
| ---------------- | ----------------- |
| Дженнифер Лопес  | Мариса Вентура    |
| Рэйф Файнс       | Кристофер Маршалл |
| Наташа Ричардсон | Кэролайн Лейн     |
| Стэнли Туччи     | Джерри Сигал      |
| Тайлер Поузи     | Тай Вентура       |
| Фрэнсис Конрой   | Пола Бернса       |
| Эми Седарис      | Рэйчел Хоффберг   |